# زنان در سوریه
زنان در سوریه بیش از ۴۹٫۴٪ از جمعیت سوریه را تشکیل می‌دهند، و نه تنها در زندگی روزمره بلکه در زمینه‌های اجتماعی و سیاسی نیز شرکت کننده فعال هستند. جنگ داخلی سوریه مانع جدیدی برای زنان سوری شده‌است و آنها را مجبور می‌کند با خشونت بیشتری روبرو شوند، از جمله تجاوز به عنف در جنگ، و اقدامات سنتی سوء استفاده مانند قتل‌های ناموسی که در مناطق روستایی و مناطقی توسط تروریست‌های افراطی صورت می‌گیرد.

## تاریخ
در قرن بیستم، جنبشی برای حقوق زنان در سوریه شکل گرفت، که عمدتاً از زنان دارای تحصیلات عالی بود. در سال ۱۹۱۹، نازک العبید نور الفیه (نور دمشق)، اولین سازمان زنان این شهر را در کنار انتشارات وابسته به همین نام تأسیس کرد. وی پس از جنگ در نبرد میسلون، به عنوان ژنرال افتخاری نیروی زمینی ارتش سوریه شناخته شد و در سال ۱۹۲۲ جمعیت هلال احمر سوریه را تأسیس کرد. در سال ۱۹۲۸، نظیرا زین الدین، فمینیست لبنانی و سوری، یکی از اولین افرادی که قرآن را از دیدگاه فمینیستی مجدداً تفسیر کرد، کتابی را منتشر کرد که محکوم به عمل حجاب یا حجاب اسلامی بود و استدلال می‌کرد که اسلام مستلزم رفتار زنان با مردان است.
در سال ۱۹۶۳ حزب عربی سوسیالیستی بعث یا همان حزب بعث قدرت را در سوریه به دست گرفت و تعهد برابری کامل بین زن و مرد و همچنین مشارکت کامل در نیروی کار برای زنان را داد.
در سال ۱۹۶۷، زنان سوری یک سازمان شبه دولتی به نام اتحادیه عمومی زنان سوری (GUSW) تشکیل دادند، که ائتلافی از انجمن‌های رفاهی زنان، انجمن‌های آموزشی و شوراهای داوطلبانه برای دستیابی به فرصت برابر برای زنان در سوریه بود.
سال ۲۰۱۱ آغاز جنگ داخلی سوریه بود، جایی که بسیاری از غیرنظامیان قربانی هدف حملات قرار گرفته در بیمارستان‌ها، مدارس و زیرساخت‌ها بودند. برخی از گروه‌های شورشی افراطی، در درجه اول جبهه النصره و گروه تروریستی داعش، سیاست‌های سختگیرانه ای را برای محدود کردن آزادی زنان در مناطقی که آنها کنترل می‌کنند، اعمال کردند.
پس از وقوع جنگ داخلی، برخی از زنان سوری به یگان‌های تیپ زنان در نیروی زمینی سوریه، حزب اتحادیه دمکرات و دولت اسلامی عراق و شام پیوستند و نقش‌هایی را مانند تک تیراندازها، یگانهای خط مقدم یا پلیس به عهده گرفتند.

## حقوق قانونی
در حالی که سوریه در طول استقلال در نیمه دوم قرن ۲۰ برخی از ویژگی‌های نسبتاً سکولار را توسعه داده‌است، قانون احوال شخصیه هنوز بر اساس شریعت و احکام اسلام توسط دادگاه‌های شریعت اعمال می‌شود. سوریه دارای یک سیستم حقوقی دوگانه است که هم دادگاه‌های سکولار و هم مذهبی را در بر می‌گیرد و دادگاه‌های مذهبی در مورد زنان تبعیض آمیز است. قراردادهای ازدواج بین داماد و پدر عروس است و قانون سوریه مفهوم تجاوز زناشویی یا تجاوز به همسر را به رسمیت نمی‌شناسد.

## تحصیلات
تحصیلات ابتدایی در سوریه از شش سالگی شروع می‌شود و در هجده سالگی به پایان می‌رسد. در دانشگاه‌های سوریه زنان و مردان با هم در کلاس‌ها شرکت می‌کنند. از سال ۱۹۷۰ تا اواخر دهه ۱۹۹۰، جمعیت زنان در مدارس به طرز چشمگیری افزایش یافت. این افزایش شامل سالهای ابتدایی مدارس، همراه با مدارس سطح عالی مانند دانشگاه‌ها بود. اگرچه تعداد زنان افزایش یافته‌است، اما همچنان از هر صد مرد نود و پنج زن در سطوح عالی آموزشی وجود دارد. اگرچه بسیاری از زنان به مدرسه می‌روند، میزان ترک تحصیل برای زنان بسیار بیشتر از مردان است.
میزان سواد برای زنان ۷۴٫۲ درصد و برای مردان ۹۱ درصد است. میزان زنان بالای ۲۵ سال با تحصیلات متوسطه ۲۹٫۰ درصد است.

## سیاست
در سوریه، ابتدا به زنان اجازه رای داده شد و در سال ۱۹۵۳ حق رای گرفتند. در دهه ۵۰، ثریا الحفز برای مجلس خلق سوریه کاندید شد، اما انتخاب نشد. تا سال ۱۹۷۱، زنان از میان ۱۷۳ کرسی چهار کرسی را در اختیار داشتند.
دو معاون رئیس‌جمهور (از جمله معاون رئیس‌جمهور نجاح عطار از سال ۲۰۰۶)، یک نخست‌وزیر زن وجود دارد. از سال ۲۰۱۲، در پارلمان ملی مردان ۸۸٪ از کرسی‌ها را در اختیار داشتند، در حالیکه سهم زنان تنها ۱۲٪ بود. پیش از این پارلمان سوریه توسط هادیه خلف عباس، به عنوان رئیس مجلس، هدایت می‌شد که نخستین زنی است که این مقام را به عهده گرفت.
مشاور سیاسی و رسانه ای رئیس‌جمهور اسد بثینه شعبان است. شعبان بین سالهای ۲۰۰۳ تا ۲۰۰۸ به عنوان نخستین وزیر امور مهاجران برای جمهوری عربی سوریه خدمت کرده‌است و او را به عنوان چهره دولت سوریه با جهان خارج توصیف کرده‌است.

## تندرستی بانوان
بین سالهای ۲۰۱۰ تا ۲۰۱۵، میانگین امید به زندگی در بدو تولد برای زنان در سوریه ۷۷٫۷ سال است، در حالی که در مقایسه با مردان ۷۴٫۵ سال است.

## جنایت علیه زنان

### قتل‌های ناموسی
برخی تخمین‌ها حاکی است که هر سال بیش از ۲۰۰ قتل ناموسی در سوریه رخ می‌دهد.

### ازدواج اجباری و با کودکان
درگیری در سوریه منجر به افزایش ازدواج‌های کودکان شده‌است. . شرایط سخت زندگی، ناامنی و ترس از تجاوز باعث شده‌است که خانواده‌ها دختران خود را وادار به ازدواج زودهنگام کنند.

## زنان سرشناس
- هدیه عباس، رئیس شورای خلق سوریه (از سال ۲۰۱۶).
- آسیا عبدالله رئیس حزب حزب اتحاد دموکراتیک (PYD)، حزب سیاسی پیشرو در روژاوا است.
- اسما اسد، بانوی اول سابق سوریه و همسر بشار اسد رئیس‌جمهور سابق سوریه.
- نجاح عطار، معاون رئیس‌جمهور سوریه (از سال ۲۰۰۶).
- سوهر آتاسی، معاون رئیس‌جمهور دولت مخالف.[۲۶]
- خوالا دونیا، فعال و شاعر مخالف
- الهام احمد به عنوان رئیس شورای دموکراتیک سوریه است.
- Hêvî rahbrahîm نخست‌وزیر کانتون عفرین است.
- سمیرا خلیل، مخالف
- الفت ایدیلبی، پرفروش‌ترین رمان‌نویس زبان عربی.
- اصاله نصری یک هنرمند موسیقی است.
- راشا عمران، شاعر
- بثینه شعبان، مشاور سیاسی بشار اسد و وزیر قبلی مهاجران
- مونا واسف بازیگر تئاتر، تلویزیون و بازیگر فیلم.
- هدیه یوسف یک چریک سابق و همیار کمیته اجرایی فدراسیون شمال سوریه - روژاوا است.
- رزان زیتونه، وکیل حقوق بشر و فعال.